# Clase Braunschweig (corbeta)
La clase Braunschweig es una serie de corbetas construida por el astillero Blohm & Voss de Hamburgo perteneciente a la firma alemana ThyssenKrupp Marine Systems creadora de las naves de guerra de tipo MEKO.
En octubre de 2016. se anunció la adquisición de un segundo lote de cinco corbetas más a producir entre 2022 y 2025. La decisión fue en respuesta a los requisitos de OTAN que esperan que Alemania proporcione un total de cuatro corbetas al nivel más alto de preparación para operaciones litorales para 2018, y con solo cinco corbetas solo se pueden proporcionar dos.
Reemplazan a las lanchas rápidas de ataque clase Gepard para cerrar la brecha entre los botes rápidos y las grandes fragatas.

## Concepción
La clase Braunschweig está basada en el navío MEKO 100 desarrollada para varias marinas. Sus tareas más importantes son la vigilancia, reconocimiento en mar y el combate contra blancos terrestres. No está equipada con sonar o armamento antisubmarino. En cambio, embarca dos helicópteros drones. Tiene ciertas características de la nave furtiva con una baja firma radárica y infrarroja, cuenta además con una velocidad de crucero económica. Gracias a la automatización de la mayor parte de las tareas de seguridad a bordo se logró reducir el tamaño de la tripulación.

## Historia
Las cinco naves de clase Braunschweig forman el primer escuadrón de corbetas de la primera flotilla de Rostock en Warnemünde. La marina alemana está en busca de una nueva clase de corbetas K131 en el marco de navíos de combate multirol del tipo MEKO.

## Unidades
Los barcos no fueron construidos en un solo astillero. Las secciones se construyeron en diferentes lugares al mismo tiempo y luego se junta. La tabla muestra el astillero donde se llevaron a cabo las ceremonias de colocación de la quilla. Originalmente 15 naves habían sido planificadas, sin embargo sólo cinco fueron financiadas. Pero debido a la baja de la clase Gepard, se planean construir adicionalmente otras cinco unidades a partir de 2019-2023.
| Número       | Nombre                | Astillero     | Puesto en grada          | Botado                   | Entregado                | Estado             |
| Primer lote  | Primer lote           | Primer lote   | Primer lote              | Primer lote              | Primer lote              | Primer lote        |
| ------------ | --------------------- | ------------- | ------------------------ | ------------------------ | ------------------------ | ------------------ |
| F260         | Braunschweig          | Blohm + Voss  | 3 de diciembre de 2004   | 19 de abril de 2006      | 16 de abril de 2008      | En servicio activo |
| F261         | Magdeburg             | Lürssen-Werft | 19 de mayo de 2005       | 6 de septiembre de 2006  | 22 de septiembre de 2008 | En servicio activo |
| F262         | Erfurt                | Nordseewerke  | 22 de septiembre de 2005 | 29 de marzo de 2007      | 28 de febrero de 2013    | En servicio activo |
| F263         | Oldenburg             | Blohm + Voss  | 19 de enero de 2006      | 28 de junio de 2007      | 21 de enero de 2013      | En servicio activo |
| F264         | Ludwigshafen am Rhein | Lürssen-Werft | 14 de abril de 2006      | 26 de septiembre de 2007 | 21 de marzo de 2013      | En servicio activo |
| Segundo lote |                       |               |                          |                          |                          |                    |
| F265         | Köln                  |               | 25 de abril de 2019      | 30 de octubre de 2020    | planeado 2025            | Equipamiento       |
| F266         | Emden                 |               | 30 de enero de 2020      |                          |                          | En construcción    |
| F267         | Karlsruhe             |               | 6 de octubre de 2020     |                          |                          | En construcción    |
| F268         | Augsburg              |               | 13 de julio de 2021      |                          |                          | En construcción    |
| F269         | Lübeck                |               | 15 de marzo de 2022      |                          | 2025? (Planificado)      | En construcción    |

## Imágenes

Corveta (F 260) Braunschweig
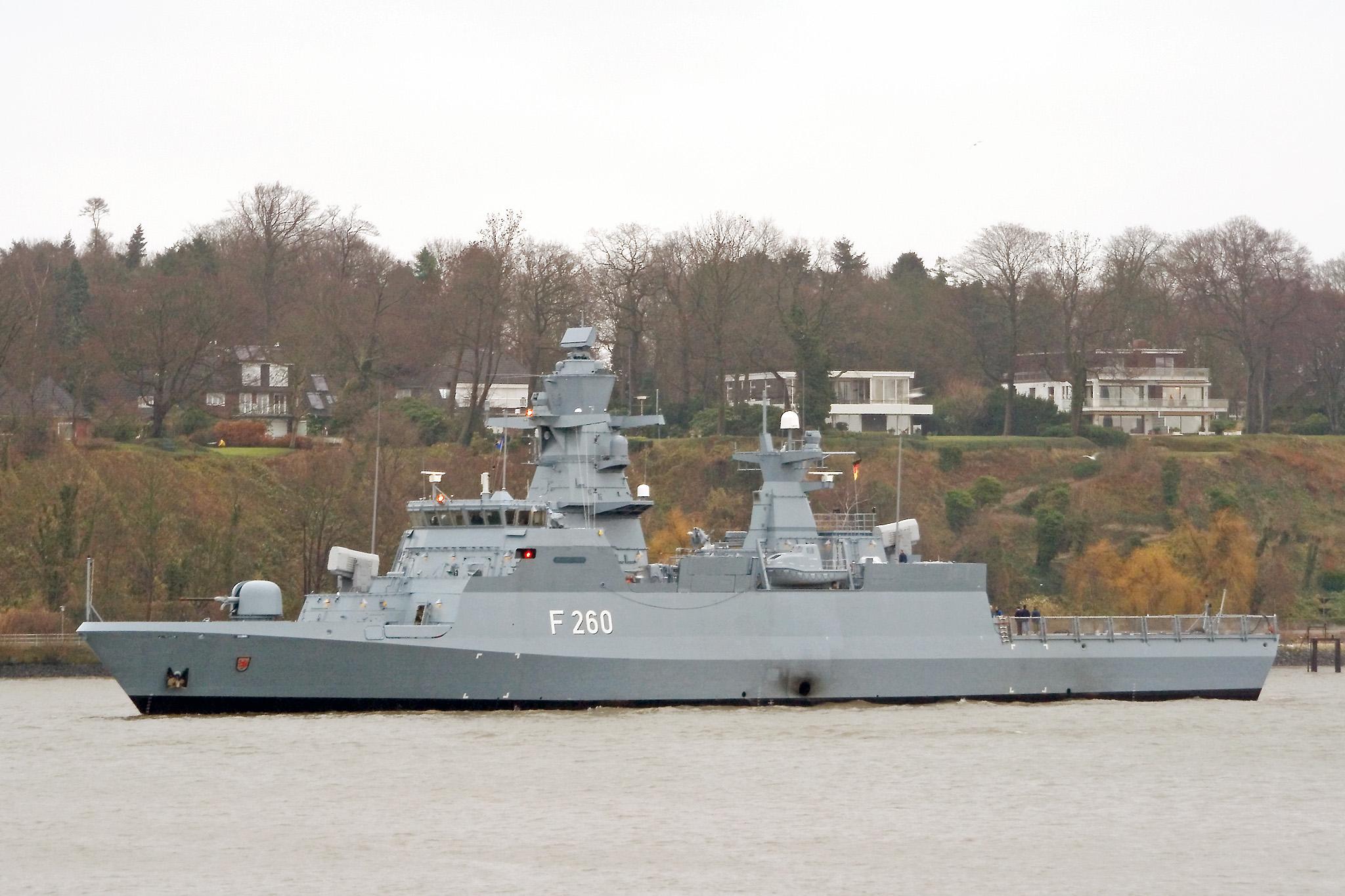
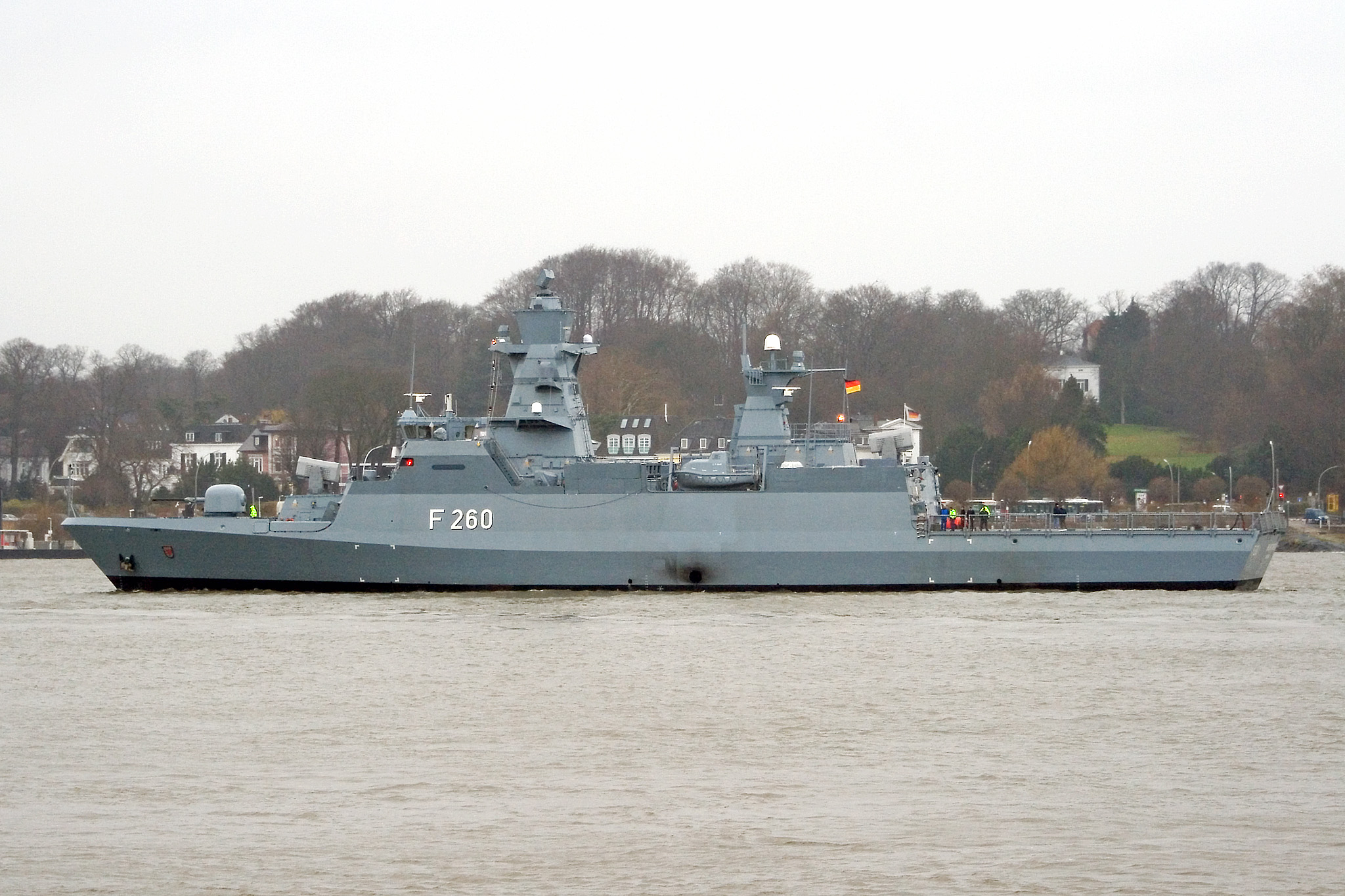
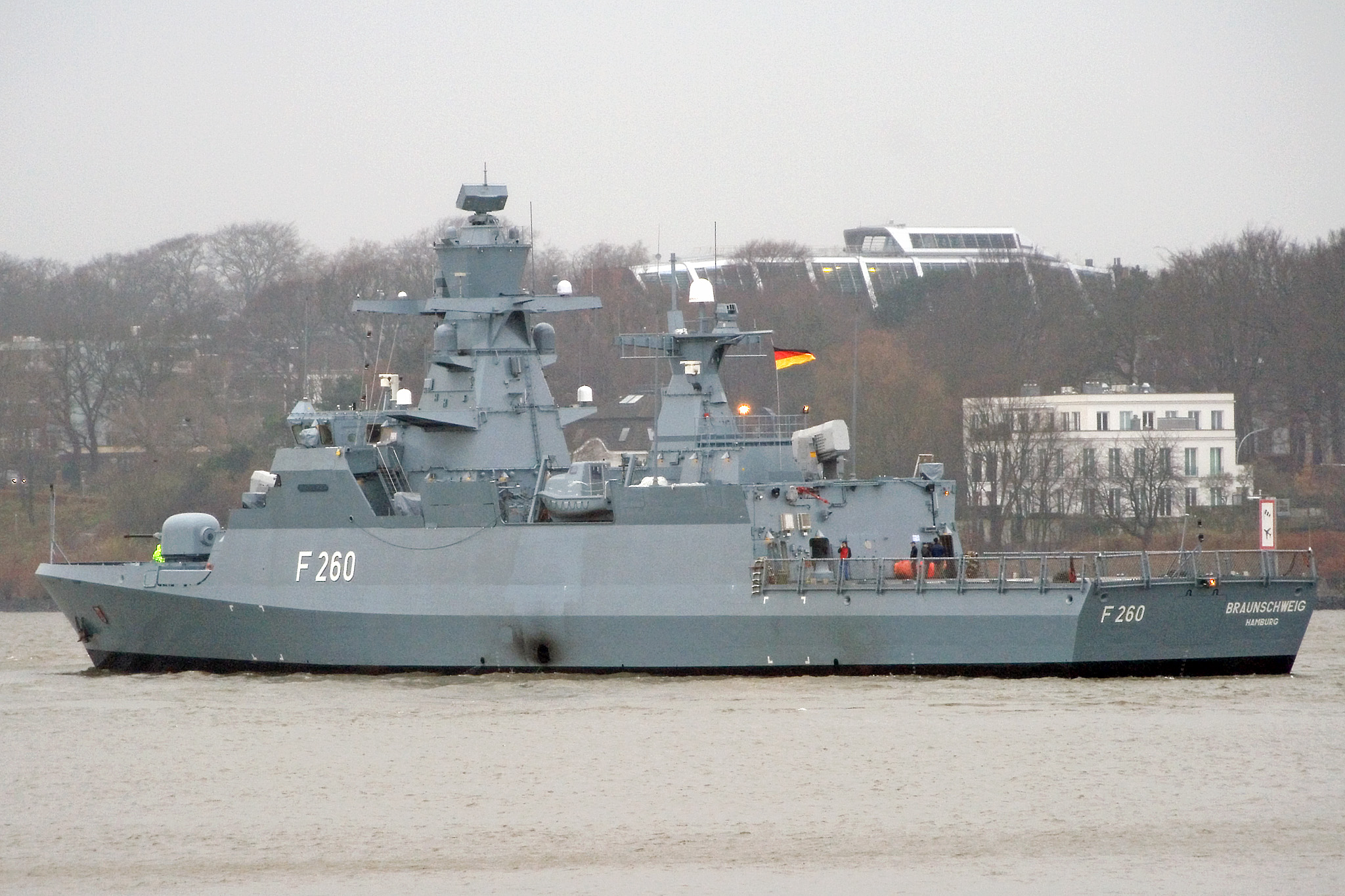
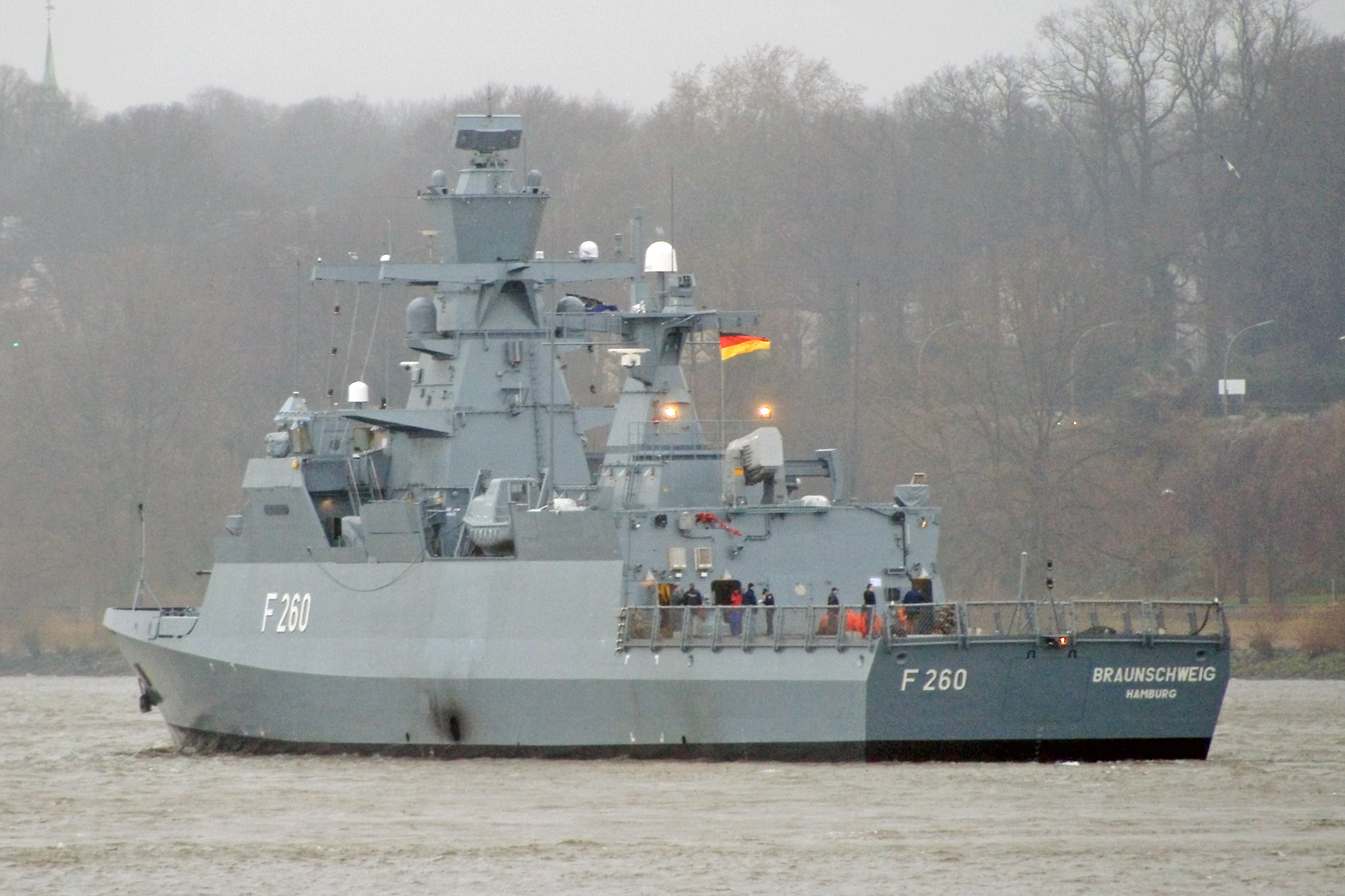

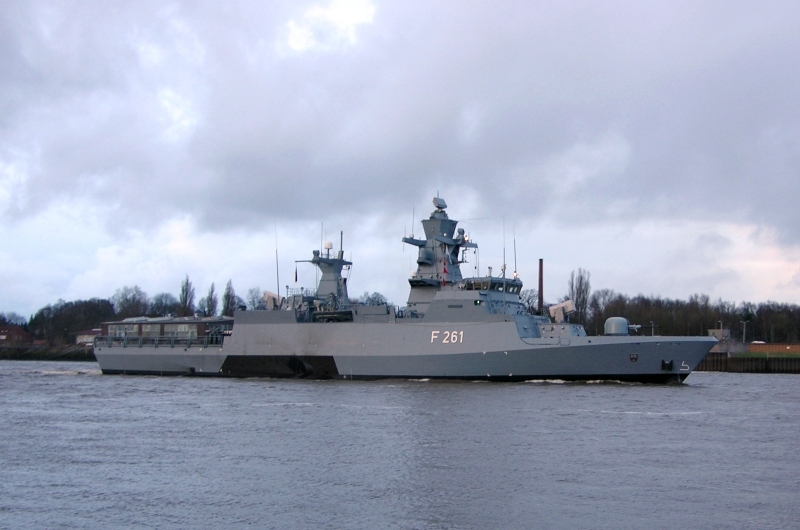
Corveta (F 261) Magdeburg
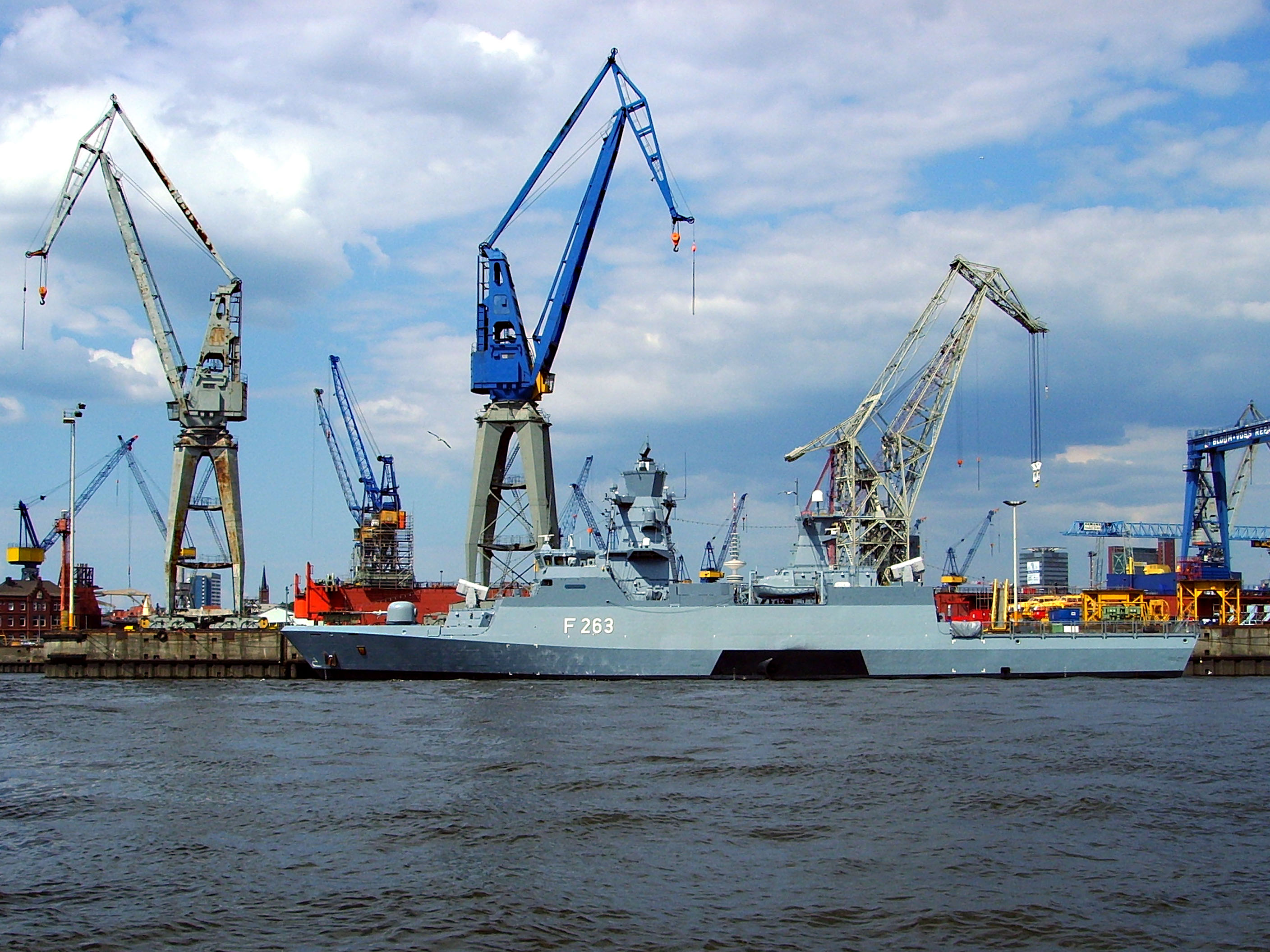
Corveta (F 263) Oldenburg
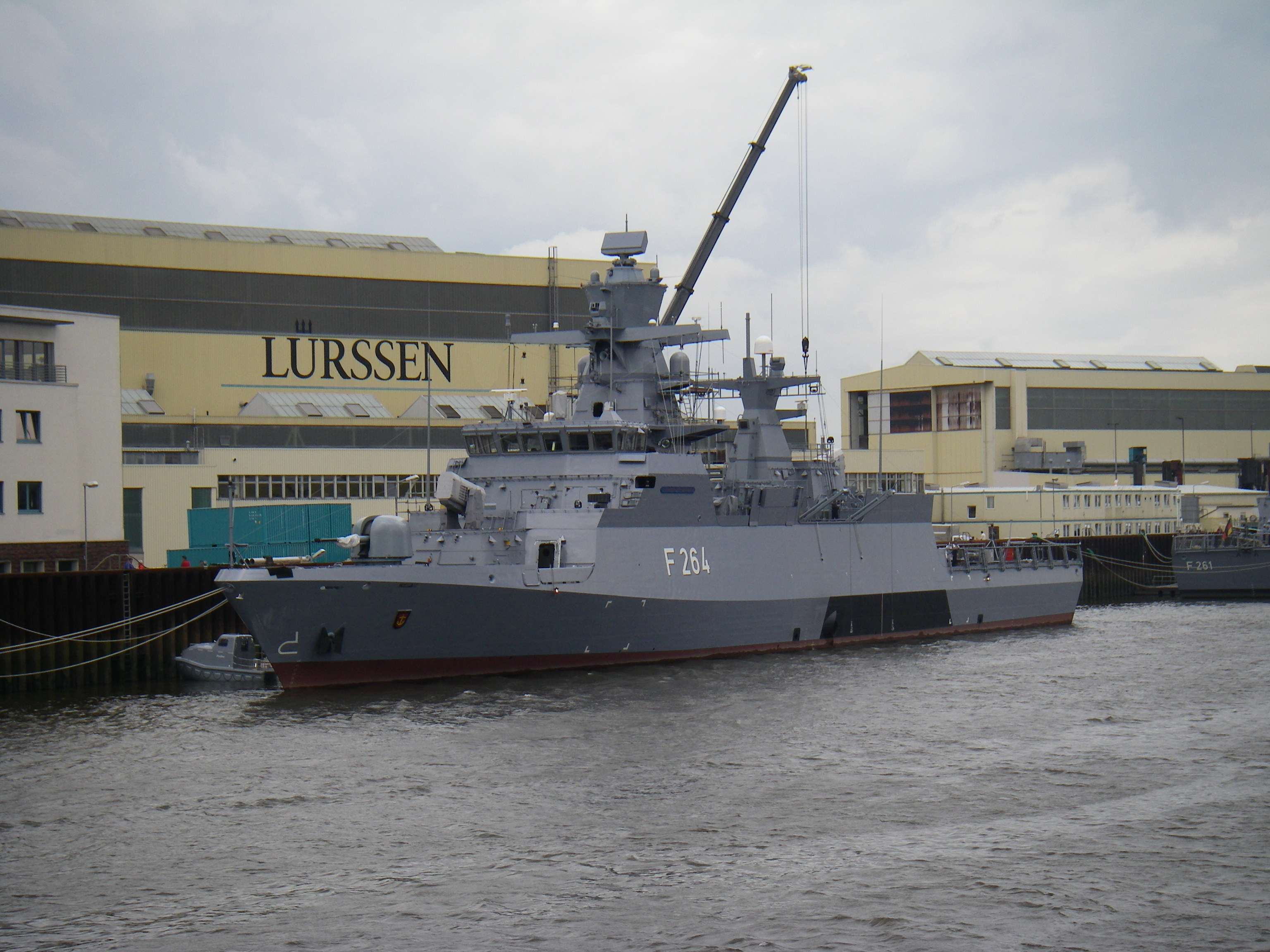
Corveta (F 264) Ludwigshafen am Rhein